# Дерев'яні церкви України
Дерев'яні церкви України — унікальний альбом-путівник з духовної спадщини нашого народу, знайомство з пам'ятками, що дотепер зберегли мальовничість і шарм старовини. Зокрема у альбомі згадується перша дерев'яна церква, що була побудована у 1-й половині X ст. — церква Іллі на Подолі (Київ), згадки про яку можна зустріти ще у «Слові про Ігорів похід».
Україна має власні унікальні архітектурні надбання — українські дерев'яні церкви. Експерти ЮНЕСКО визнали їх гідними того, щоб зайняти місце серед найяскравіших перлин світової архітектури. Цінність роботи Галини Шевцової полягає в тому, що вона охопила своїм дослідженням всі регіони України і показала нам два основні територіальні храмових типи — західний і східний.
Вперше книга побачила світ у книжковій серії «Грані світу» видавництва «Грані-Т» (Київ), 2007 року.

## Про книжку
У альбомі представлені приклади дерев'яної церковної архітектури із різних куточків України, зокрема: Вінницької, Волинської, Дніпропетровської, Житомирської, Закарпатської, Івано-Франківської, Київської, Львівської, Рівненської, Сумської, Тернопільської, Хмельницької, Черкаської, Чернівецької, Чернігівської областей та Малопольських земель (Польща).

## Про автора
Галина Шевцова — кандидат архітектури, PhD, фотохудожник. Стажувалася у Японії, в університеті Кінкі, Осака, на кафедрі архітектури. Є автором таких книжок:
- «Україна-Японія: дерев'яна архітектура»;
- «Стежками Басьо»;
- «Історія японської архітектури і мистецтва».

## Відгуки
- Юлія Джугастрянська:

|  | У «Міжнародній хартії про народну архітектуру», відомій ще як «Пловдивська хартія», сказано: «Пам'ятки народної архітектури несуть у собі закодовану інформацію, що знайомить нас не лише з концепціями і технічними, художніми, естетичними методами будівництва тієї епохи, коли вони були створені, але й з життєвим рівнем народу та його звичаями. Ось чому вони є живими свідками епохи не тільки в архітектурному і художньому плані, але й у плані історичному. Їх цінність компенсується естетичними особливостями, що поступаються інколи показним і величавим пам’яткам офіційної громадської, сакральної та цивільної архітектури». Навіть якщо для вас дерев'яні церкви й досі – тільки цікаві давні пам’ятки, задумайтесь: вони перетривали сотні воєн і лихоліть, татаро-монгольську навалу і фашистські бомбардування. Вони мусять щось донести. Можливо, саме Вам? |

## Нагороди
- Диплом V Міжнародного конкурсу країн-участниць СНД «Мистецтво книги» у номінації «Моя країна» (вересень, 2008)
- Диплом за найкращу книгу, представлену на Міжнародній виставці-ярмарку «Книжкові контракти» (грудень, 2007)